# Lienzer Klause

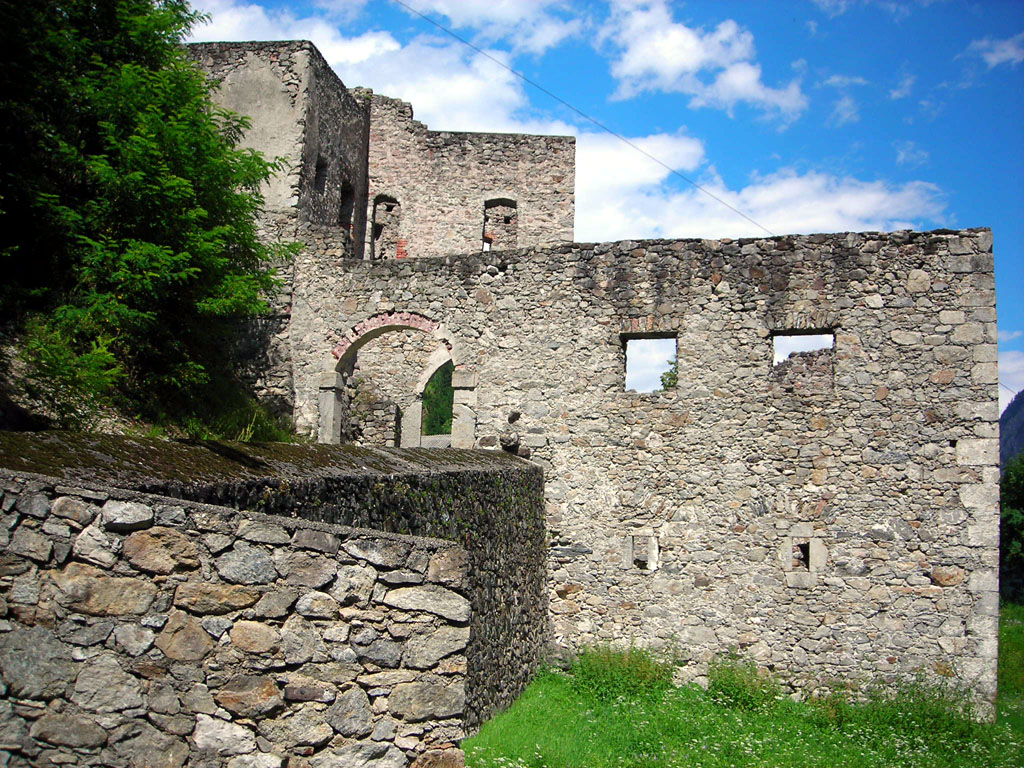
Heutige Ruine der Lienzer Klause

Die Lienzer Klause ist eine Klause in Osttirol. Die Klause wurde nie belagert oder erstürmt, da die umliegende Gegend meist unter gleichbleibender Herrschaft war. Geschichtliche Bedeutung fand sie erst nach ihrer Auflassung während der Franzosenkriege.

## Lage
Die Klause liegt an einer Enge des Pustertals südlich von Lienz (Gemeinde Leisach) und bildet den Ostabschluss des Pustertals. Sie liegt an der alten Poststraße, welche früher die einzige Straße entlang des Tales war und befindet sich an der damals engsten Stelle des Pustertals.

## Geschichte
Die Lienzer Klause wird erstmals 1241 und 1253 gemeinsam mit der Burg Neuenburg, nahe Lienz, urkundlich erwähnt. Beide Wehranlagen gehörten den damaligen Bischöfen von Brixen, die diese auf Grund kriegerischer Auseinandersetzungen mit den Grafen von Görz errichten ließen. Um ihre Besitzungen bei Anras und Assling vor feindlicher Übernahme zu schützen, errichteten sie die Lienzer Klause an der engsten Stelle des Drautals. Die Grafen von Görz versuchten in den darauf folgenden Jahrzehnten vehement die Wehranlagen in ihren Besitz einzuverleiben. Es gelang ihnen schließlich, wobei der Zeitpunkt nicht bekannt ist. Die Feste Neuenburg wurde dem Verfall überlassen, die Klause hingegen wurde zur Absicherung des Umlandes weiter in Stand gehalten. Dabei war die Lienzer Klause keine Grenzfestung, sondern eine Binnenfestung der Görzschen und später auch Tiroler Besitzungen.
Ab dem 14. Jahrhundert war die Anlage nicht nur eine Verteidigungsanlage, sondern auch Sitz eines Gerichtes. Letzteres blieb bis ins Jahr 1806 dort, ehe es nach Lienz verlegt wurde.
Auf Grund der anhaltenden Bedrohung durch die Osmanen wurde die Klause im 15. und 16. Jahrhundert fortwährend ausgebaut. Dabei wurden die mittelalterlichen Bauten größtenteils abgetragen. Im Jahre 1661 wurde der Waffenstillstand zwischen dem Erzherzogtum Österreich und den Osmanen aufgekündigt. Aus diesem Grund wurde die Klause durch die Baumeister Christoph und Elias Gumpp nach den damals modernsten Erkenntnissen ausgebaut. 1664 und 1665 wurde die Klause zu einer Festung Richtung Osten mit weit ausgreifenden Basteien erweitert.
Fünf Jahre später wurden die Mauerwerke abermals verstärkt. Es wurden aber auch Bauern und Bürger als Abwehrkämpfer eingesetzt. Diese waren laut einer Verfügung aus dem Jahr 1599 in Zeiten der Not dazu verpflichtet, ihre Familie und ihr Heim zu verlassen und zur Rettung und zum Schutz der Klause bereitzustehen. Dafür waren sie aber vom Marktzwang der Stadt Lienz befreit und hatten die Erlaubnis, ihre selbst erzeugten Güter überall in der Grafschaft Tirol zu verkaufen. Als jedoch die Gefahr durch die Osmanen gebannt war, verlor die Lienzer Klause langsam an Bedeutung.
In den 1760er Jahren wurde eine neue Straße im Tal gebaut. Die alte hohe Poststraße verlor somit ihre Bedeutung und mit ihr auch die Klause. Zu diesem Zeitpunkt reichten die Mauern der Klause bis hinunter zur Drau, was einer kompletten Talsperre gleichkam. Die Mauern unterhalb der Klause wurden schließlich beim Bau der Pustertalbahn abgetragen. 1782 wurde die Festung schließlich vom Staat aufgelassen und zum Verkauf an Private angeboten.
Obwohl die Klause im Laufe der Zeit sehr verfiel, sollte sie in den Franzosenkriegen bzw. dem Tiroler Volksaufstand im Jahre 1809 noch einmal eine bedeutende strategische Rolle spielen. Das österreichische Militär hatte den Tiroler Landsturm verlassen und diese waren daher auf sich alleine gestellt. Der Landsturm setzte die Lienzer Klause als Verteidigungs- und Rückzugslinie fest. Anfang August drangen französische Truppen unter General Rusca von Kärnten her in Osttirol ein. Die Franzosen versuchten ins Landesinnere zu gelangen. Am 8. August kam es schließlich zum Gefecht an der Lienzer Klause. Dort gelang es den Tiroler und Sextner Landstürmern, die schwer bedrohte Klause gegen eine zwanzigfache Übermacht von Franzosen und Italienern zu verteidigen und den Vormarsch der Angreifer aufzuhalten. General Rusca blieb somit der Zugang in das Pustertal verwehrt und er musste sich schließlich zurückziehen. Noch heute erinnert eine Gedenksäule in Burgfrieden mit einer Inschrift an dieses Gefecht.
Im Jahr 1879 erwarb Franz Huber die Klause. Er war der Besitzer eines Gasthauses in Burgfrieden und finanzierte den Kauf durch den Verkauf dieses Betriebs. Huber wollte anfangs die Festung ablegen und deren Steine verkaufen, doch die Klause wurde unter Denkmalschutz gestellt. So starteten die ersten Renovierungsarbeiten in den 1870er Jahren. Heute ist die Lienzer Klause eine Ruine. Durch private und öffentliche Mittel wird ihr völliger Verfall verhindert. Die Lienzer Klause ist derzeit im Privatbesitz von Anton Huber, der sich sehr um die Erhaltung der Ruine bemüht und mittlerweile auch vom Denkmalamt dafür ausgezeichnet wurde.